# Entrelacs de Hopf

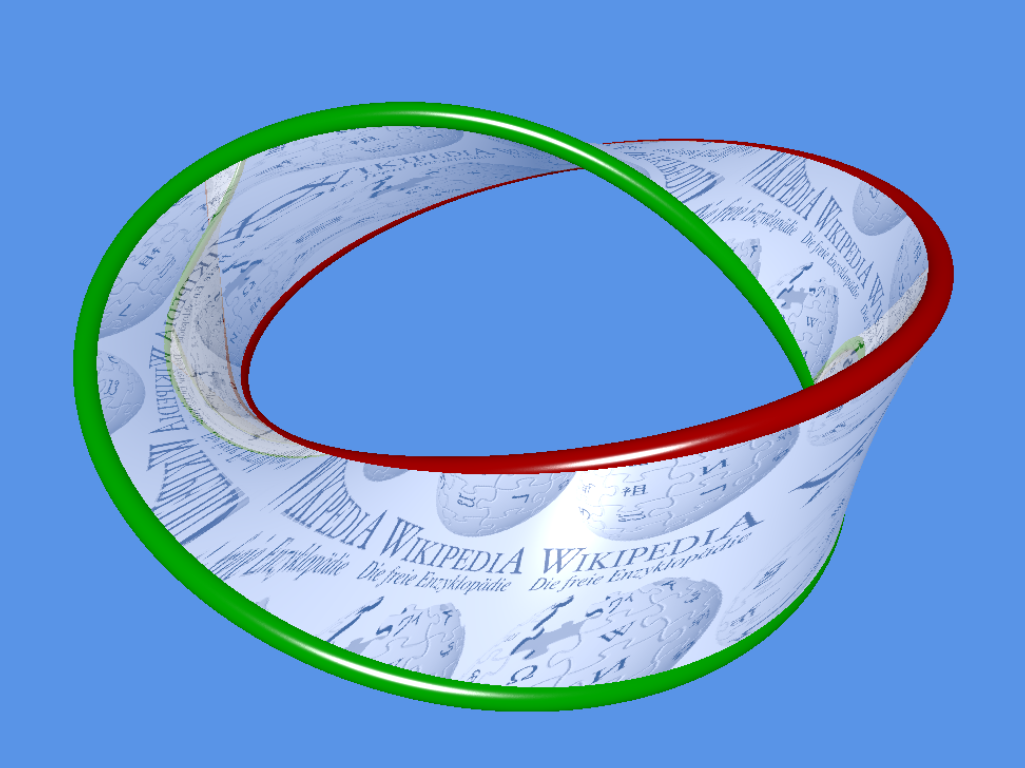
Un entrelacs de Hopf (en rouge et vert) et une de ses surfaces de Seifert

En mathématiques, l'entrelacs de Hopf est un des modèles les plus simples étudiés en théorie des nœuds. C'est l'entrelacs non trivial et non connexe le plus simple. Il porte le nom du mathématicien Heinz Hopf.
L'entrelacs de Hopf est formé par deux cercles ayant un nombre d'enlacement de plus ou moins 1. On l'obtient par exemple en considérant deux cercles situés dans des plans orthogonaux, chacun passant par le centre de l'autre.
Dans la fibration de Hopf, deux fibres distinctes forment un entrelacs de Hopf dans la sphère {\displaystyle S^{3}}.